# Jerry Courville Sr
Gerald M Courville Sr (1934-1996) was een Amerikaanse amateur golfer. Hij werd Jerry genoemd.
Courville werkte twintig jaar voor een verzekeringsmaatschappij en was sinds 1961 erelid van de Shorehaven Golf Club in East Norwalk, Connecticut. Daar wordt sinds 1997 de Jerry Courville Memorial gespeeld, een invitational toernooi van 36 holes die op 1 dag gespeeld worden. 
Jerry groeide op met vijf broers. Met vier van  hen was hij caddie op Shorehaven. Maandag was de dag waarop de caddies zelf mochten spelen. In ruil voor de gevonden ballen mochten ze ieder een golfstok lenen, en ze deelden de putter. Zijn eerste echte baan was bij de Pederson Golf Company, waar hij elf jaar bleef. De eigenaars, Walter en Peter Pedersen, waren ook lid op Shorehaven, en hielpen Jerry aan beter materiaal. Zo won hij in 1952 zijn eerste toernooi, de County Conference. Hij had inmiddels een gezin en geen geld om het clublidmaatschap te betalen.
In 1961 won hij het Ike Championship en de club maakte hem erelid. Hij is de enige speler die dat toernooi zes keer won. In 1974 haalde hij de finale van het US Amateur. Hij speelde vaak met zijn zoon, Jerry Jr, en was trots op hem toen hij in 1997 de Walker Cup mocht spelen. 
In 1975 werd hij toegevoegd aan de Connecticut Golf Hall of Fame. In 1975 werd kanker geconstateerd, Hij overleed in 1996 op 62-jarige leeftijd en liet zijn vrouw Jane, zes kinderen en acht kleinkinderen na. 

## Gewonnen
- 1961: Ike Championship
- 1964: Ike Championship
- 1965: Ike Championship po
- 1967: Ike Championship
- 1969: Ike Championship, Northeast Amateur op Rhose Island
- 1970: Ike Championship, New England Amateur
- 1973: Metropolitan Amateur
- 1979: Metropolitan Amateur, Travis Memorial Invitational
- 19??: Conn. Senior Amateur Championship
- 19??: Conn. Senior Amateur Championship

Verder won hij 4x het Quaker Ridge Invitational en 6x het New York Metropolitan Amateur en het Metropolitan New York Open.
Zijn zoon, Walker Cup speler Jerry Courville Jr, won het Ike Championship in 1990 en 1991 en het Metropolitan Amateur in 1995, 1997 en 1998. Hij werd daarna professional.